# Vòng cung Kern
Vòng cung Kern là một hiện tượng quang học khí quyển cực kỳ hiếm thuộc về nhóm hào quang tinh thể băng. Nó là một vòng tròn hoàn chỉnh và mờ nhạt xung quanh thiên đỉnh, trái ngược với vòng cung tròn thiên đỉnh có liên quan và phổ biến hơn nhiều, chỉ là một một phần cung tròn.
Vòng cung Kern được đặt theo tên của HFA Kern ở Hà Lan, người đầu tiên báo cáo nó vào năm 1895. Kể từ đó nó đã được báo cáo với tổng cộng sáu lần.
Nó được hình thành bởi các tia sáng đi vào mặt trên của các tinh thể tấm nằm ngang và thoát ra qua mặt bên gần thẳng đứng. Các tia tạo ra vòng cung Kern bị phản xạ toàn phần tại một mặt bên nghiêng 60° so với mặt thoát. Các tinh thể tấm gây ra vòng cung Kern có hình lục giác trong đó ba mặt bên không kề nhau rất hẹp so với ba mặt bên còn lại, khiến chúng có dạng gần tam giác.
Những bức ảnh đầu tiên của vòng cung Kern được Marko Mikkilä chụp gần Vuokatti Ski Resort, Sotkamo, Phần Lan vào ngày 17 tháng 11 năm 2007. Những bức ảnh được chụp dưới ánh sáng mặt trời tự nhiên được chụp từ một đám mây tinh thể băng nhân tạo được tạo ra bởi máy bắn tuyết. Tại Khu nghỉ dưỡng trượt tuyết Vuokatti, khoảng 100 máy bắn tuyết có thể đồng thời hoạt động. Nhiệt độ từ −15 đến −18 °C trên bầu trời quang đãng và hầu như không có gió. Máy ảnh Nikon D70 và Nikon FM đã được sử dụng với ống kính Sigma 8 mm EX F4, ống kính Sigma 15mm EX F2.8. Một số mẫu tinh thể băng cũng được thu thập, xác nhận thực nghiệm mặt đáy dạng gần tam giác của chúng.
Những bức ảnh của Mikkilä được công bố lần đầu trên tạp chí Tähdet ja avaruus tháng 1/2008. Tạp chí được xuất bản bởi URSA, hiệp hội thiên văn học Phần Lan.